# وکی
وکی (به لاتین: Vekky) یک سکونتگاه مسکونی در بنین است که در Sô-Ava واقع شده‌است.

## خصوصیات
وکی ۲۲٬۱۷۵ نفر جمعیت دارد.